# Celebrate (canción de Mika)
«Celebrate» es una canción del cantautor británico Mika. Fue lanzado como el primer sencillo oficial de su álbum de estudio, el tercero de su trayectoria, The Origin of Love (2012), ya que el sencillo "Elle me dit", fue lanzado sólo en países de habla francesa en 2011. La canción cuenta con la participación del cantante estadounidense Pharrell Williams. Fue escrito por Mika, Williams y Ben Garrett también conocido como frYars y producido por Peter Hayes y Nick Littlemore, ambos integrantes de la banda australiana Pnau. Se trata de una canción dance-pop, con notorios elementos de synthpop y la música disco.
El mensaje de la canción es claro - simplemente quiere todo el mundo para celebrar. La canción recibió críticas generalmente favorables de los críticos de música. Algunos lo llamaron una "gran canción del verano" y elogió a Pharell para dar otra dimensión a la voz de Mika. Sin embargo, algunos críticos desestimó las voces procesadas de Mika y el ritmo de la canción. La canción ingresó en las listas musicales de Francia, Bélgica, y España entre otras.

## Antecedentes
Con respecto a la canción dijo: "¡Celebrate es lo que sucede cuando combinas a un joven de 22 años que conocí online, Fryars, con dos nombres extra planetarios Nick Littlemore y Pharrell Williams!" dice Mika de "Celebrate". "Compuesto por Pharrell, Fryars y por mi mismo y producido por Nick, este tipo de colaboración es posible solamente cuando todos aportan lo máximo con la intención de divertirse y olvidándose del ego."
Esta actitud abierta y colectiva es el núcleo duro de 'The Origin Of Love'. El álbum fue grabado en Miami y Londres pero en su gran mayoría en el estudio de la habitación de FrYars, en el norte de Londres".

## Recepción de la crítica
Tam Emily de la Tele, escribió que "esto demuestra que el cerebro de Neptuno trae su voz suave, dándole una dimensión de otra". Iván Ibarra de DJ Booth llamó "un synth-pop-pesado, sin embargo, asintiendo con la cabeza, permite que el sonido de MIKA florezca". Billings Lanne de "Paste Magazine" nombró "un de Elton John-ish" que gira en torno a un sencillo con sonido festivo".
Sin embargo, una crítica negativa vino de "Polvo Pop" 's Katherine St Asaph, quien dio a la canción 1 de 5 estrellas, escribiendo: "Pharrell no suena como Pharrell, Mika, por su parte, swaddles su voz en tanto que el procesamiento termina sonando como Adam Levine si estuviera susurrando. Todo termina sonando como un mediocre tome de uno de Adam Lambert más débil Prohibido el paso de individuales. Lo mejor sería para Mika y Pharrell para enterrar en silencio "celebrate" en favor de un single de regreso real. Los dos se merecen algo mejor".

## Posicionamiento en listas y certificaciones
| Lista (2012)                                | Mejor posición |
| ------------------------------------------- | -------------- |
| Bélgica (Flandes) (Ultratip Bubbling Under) | 3              |
| Bélgica (Valonia) (Ultratop 50)             | 37             |
| Corea del Sur (Gaon International Chart)    | 9              |
| Croacia (Airplay Radio Chart)               | 27             |
| España (Top 100 Canciones)                  | 33             |
| Estados Unidos (Hot Dance Club Songs)       | 21             |
| Francia (SNEP)                              | 33             |
| Japón (Japan Hot 100)                       | 16             |
| Países Bajos (Dutch Top 40)                 | 35             |
| Sudáfrica (Mediaguide)                      | 7              |

| País   | Organismo certificador | Certificación | Ventas |
| ------ | ---------------------- | ------------- | ------ |
| Italia | FIMI                   | Disco de Oro  | 15 000 |